# 景柱
景柱（1966年—），河南兰考人，汉族，中华人民共和国政治人物、第十二届全国人民代表大会河南地区代表。

## 生平
毕业于北京大学应用经济学专业博士。加入中国共产党。2004年，担任海马汽车董事长。2013年，担任全国人大代表。2015年，辞去董事长职位。2018年1月，当选第十三届全国政协委员。